# Ворищи
Ворищи — деревня в Старожиловском районе Рязанской области. Входит в Столпянское сельское поселение

## География
Находится в западной части Рязанской области на расстоянии приблизительно 19 км на восток-северо-восток по прямой от районного центра поселка Старожилово на левобережье реки Проня.

## История
В 1859 году здесь (тогда деревня Пронского уезда Рязанской губернии) было учтено 33 двора, в 1897 году — 73.

## Население
Численность населения: 287 человек (1859 год), 409 (1897), 19 человек в 2002 году (русские 100 %), 19 в 2010.